# Pułk Muszkieterów von Donop

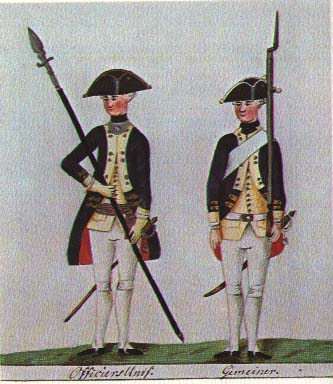
Pułk Muszkieterów von Donop w 1783 – oficer i szeregowiec

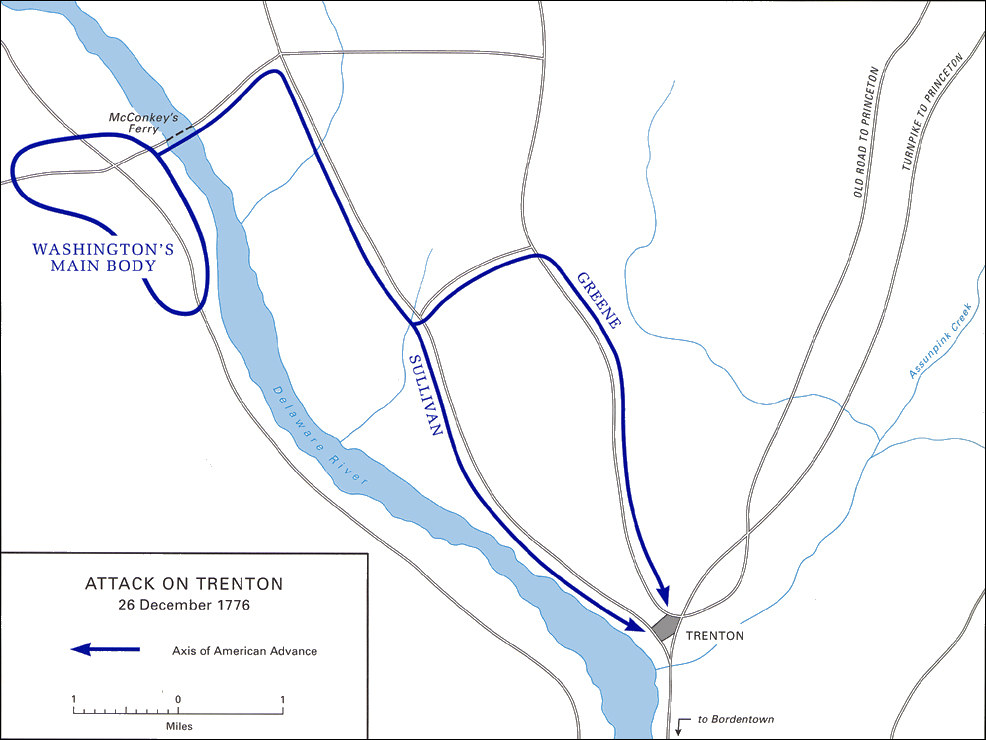
Atak na Trenton

Pułk Muszkieterów von Donop (niem. Infanterie Regiment von Donop) – pułk muszkieterów w armii najemnej niemieckiego Landgrafostwa Hesja-Kassel. W 1776 wraz z wieloma innymi oddziałami heskimi znalazł się na żołdzie brytyjskim, by walczyć przeciw amerykańskim koloniom.
Swą nazwę zawdzięczał dowódcy, którym był pułkownik Carl von Donop. W czasie amerykańskiej wojny o niepodległość brał udział w następujących starciach:
- bitwa pod Long Island, NY, 1776
- bitwa o Fort Washington, NY, 1776
- bitwa pod Trenton, prowincja New Jersey, 1776
- bitwa pod Brandywine, (Pensylwania), 1777
- bitwa pod Germantown, (Pensylwania), 1777 (1777-1778 garnizon – Filadelfia)
- bitwa pod Monmouth, prowincja New Jersey, 1778 (1778-1780 garnizon – Nowy Jork)
- Prince Edward Island i Kanada, 1780-1781 (1781-1783 garnizon Nowy Jork i Springfield-New Jersey w 1780)